# Aaliyah Brown
Aaliyah Brown (Estados Unidos, 6 de enero de 1995) es una atleta estadounidense, especialista en carreras de velocidad, campeona mundial en 2017 en relevo 4 × 100 m.

## Carrera deportiva
En el Mundial de Londres 2017 gana la medalla de oro en los relevos 4 × 100 m, por delante de las británicas y jamaicanas, y siendo sus compañeras de equipo: Allyson Felix, Morolake Akinosun y Tori Bowie.